# Javanski jezik
Javanski jezik (ISO 639-3: jav), najvažniji među javanskim jezicima, malajsko-polinezijska porodica, kojim govori 84 608 470 ljudi (Javanci), od čega 84 300 000 u Indoneziji (popis 2000.), poglavito na Javi, te na otocima Sulawesi, Maluku, Kalimantan i Sumatri. 300 000 Javanaca govori ga u Malezijskoj državi Sabah (Wurm and Hattori 1981), 800 u Singapuru (1985), i 170 u SAD-u (2000.).
Javanski ima brojne dijalekte: jawa halus (jezik vjere), cirebon (tjirebon, cheribon), tegal, indramayu, solo, tembung, pasisir, surabaya, malang-pasuruan, banten, manuk, banten, cirebon, tegal, solo, surabaya i malang-pasuruan. U Sabahu se govori isto nekoliko dijalekata. Javansko pismo.
Javansku podskupinu kojoj daje svoje ime čini s karipskim javanskim, novokaledonskim javanskim, osing i tenggerskim jezikom.

## Vanjske poveznice
- Ethnologue (14th)
- Ethnologue (15th)